# Jeep Compass (2025)
La terza generazione della Jeep Compass è un'autovettura di segmento C prodotta dalla casa automobilistica statunitense Jeep a partire dal 2025.

## Profilo e storia

### Contesto
A seguito della fusione tra il gruppo FCA e quello PSA ed alla conseguente creazione del gruppo Stellantis soono iniziati gli sviluppi di nuove piattaforme comuni e multienergia denominate STLA Small, STLA Medium ed STLA Large. Sulla STLA medium vengono quindi basati i nuovi modelli medi inclusi i nuovi SUV del gruppo. Tra questi troviamo la terza generazione della Jeep Compass disponibile sia in versione ibrida che elettrica.

### Debutto
La terza generazione del SUV medio del marchio americano viene presentata globalmente il 6 maggio 2025.

### Design
Il design del veicolo evolve gli stilemi già visti su Jeep Avenger che a sua volta evolveva quelli della seconda generazione della Compass. Mantiene quindi lo stile delle versioni meno estreme verso l'off road spinto ma più urbano del marchio americano. Molte soluzioni di design sono state integrate a soluzioni tecniche volte ad aumentare la penetrazione all'aria e di conseguenza a ridurre i consumi. Gli interni sono completamente rivisti con la presenza di un nuovo schermo centrale da 16 pollici e l'aggiunta del sistema head up display. La capienza del bagagliaio passa a 550 litri.

### Versioni
Al momento del lancio, come da tradizione del gruppo, è stata presentata solo in versione First Edition con una ricca dotazioni di optional, successivamente saranno presentate le versioni standard.

### Meccanica
Le motorizzazioni presenti al lancio sono esclusivamente ibride ed elettriche. Come già visto sulle ultime serie della precedente versione (II), è stata eliminata dalla gamma la versione diesel. Per quanto riguarda le versioni ibride sono presenti con due diverse cilindrate e tecnologie, la Mild-Hybrid (MHEV) disponibile con il nuovo propulsore benzina/elettrico Stellantis, denominato T-Gen 3, da 1.2 litri, 3 cilindri, (comune ad altri modelli del Gruppo come la Fiat 600), con trasmissione a catena da 145 CV e 230 Nm di coppia massima affiancato da un motore elettrico a 48V e 0,9 kWh di batteria.
La versione Plug-in Hybrid (PHEV), invece, prevede un 1.6 litri, 4 cilindri, distribuzione a catena da 195cv e 350nm di coppia, affiancato da una batteria da 17,9 kWh che permette un'autonomia di 770 km. Disponibili 3 versione elettriche, due delle quali con la sola trazione sulle ruote anteriori, la prima da 213 cv e batteria da 74 kWh per un'autonomia fino a 500 km, la seconda da 231 cv e batteria da 97 kWh per un'autonomia superiore ai 650 km. Infine una versione da 375cv, che mantiene la batteria da 97 kWh ma è abbinata ad una trazione sulle quattro ruote, resa disponibile da un secondo motore, posto sulle ruote posteriori, da ulteriori 66 cv e 232nm di coppia. La versione quattro ruote motrici è al momento del lancio disponibile sulla sola versione elettrica.
Le versioni elettriche dispongono di un caricatore a corrente alternata da 11 kW, con la possibilità di richiederne una versione a 22 kW come optional. La ricarica in corrente alternata invece arriva fino a 160KW, che permette una ricarica dal 20 all'80% in circa 30 minuti.

#### Motorizzazioni
| Modello               | Disponibilità | Motore    | Cilindrata (cm³) | Potenza       | Coppia max (Nm) | Trazione  | Batteria | Autonomia | 0–100 km/h (secondi) | Velocità max (km/h) | Consumo medio (l/100km) *(kWh/100km) |
| 1.2 e-Hybrid MHEV 145 | dal 05/2025   | Ibrido    | 1199             | 107 kW/145 CV | 230             | Anteriore | 0,9 kWh  | 907 km    | 10,3                 | 188                 | 5,9                                  |
| 1.6 e-Hybrid PHEV 195 | dal 10/2025   | Ibrido    | 1598             | 143 kW/195 CV | 350             | Anteriore | 17,9 kWh | 770 km    | -                    | -                   | -                                    |
| 74 kWh BEV 213        | dal 05/2025   | Elettrico | -                | 157 kW/213 CV | 345             | Anteriore | 74 kWh   | 500 km    | 8,5                  | 180                 | 17,5*                                |
| 97 kWh BEV 231        | dal 10/2025   | Elettrico | -                | 169 kW/231 CV | 350             | Anteriore | 97 kWh   | 650 km    | -                    | -                   | -                                    |
| 97 kWh BEV 375 4xe    | dal 10/2025   | Elettrico | -                | 276 kW/375 CV | 345+232         | Integrale | 97 kWh   | 600 km    | -                    | -                   | -                                    |